# Haas Group
Die Haas Group (Holding: Haas GmbH & Co. Beteiligungs KG) mit Sitz in Falkenberg in Niederbayern ist eine europaweit agierende Unternehmensgruppe in der Baubranche. Der größte Geschäftsbereich ist der Holzfertigbau mit der Marke Haas Fertigbau. 

## Geschichte
1972 erwarb Xaver Haas eine Schreinerei im niederbayerischen Falkenberg und konzentrierte sich zunächst auf Holzbauarbeiten und die Produktion von Holzsilos für die Landwirtschaft. Das erste Haas-Fertighaus wurde bereits 1973 errichtet. Im selben Jahr wurde durch die Einführung von Nagelplattenbindern die Überdachung großer Flächen beschleunigt und die Herstellung und Montage von Dachkonstruktionen für Hallen erleichtert.
1973 wurde das erste Haas-Fertighaus produziert und montiert. 
Im Jahr 1982 wurde der Grundstein für Haas Fertigbau in Österreich gelegt. Xaver Haas kaufte das Betriebsareal in Großwilfersdorf mit den sich darauf befindlichen Büro- und Produktionsgebäuden. Der Hauptfokus des Unternehmens lag zunächst auf landwirtschaftlichen Bauten und Holzkonstruktionen. Im Laufe der Jahre entwickelte sich Haas Fertigbau zu einem Komplettanbieter für Fertighäuser, Gewerbe- und Landwirtschaftsbauten, mehrgeschossige Wohnbauten und Holzkonstruktionen aller Art.
1984 wurde das Geschäftsfeld Industrie- und Gewerbebau installiert. Im Laufe der Jahre trat Haas in diesem Segment zunehmend als Generalunternehmer auf und übernahm auch große Subunternehmerwerke.
1988 wurde in Falkenberg mit der Produktion von Brettschichtholz begonnen, die sowohl für Gewerbe- als auch für Landwirtschaftsbauten benötigt wurden, gleichzeitig aber das Angebot für kooperierende Zimmereibetriebe erweiterte.
Auf dem Firmengelände in Falkenberg eröffnete Haas 1989 den Baufachmarkt, als Bauzentrum für Endkunden im Bereich von Neubau und Renovierung mit einer großen Ausstellung von Bauelementen, Treppen und Bodenbelägen.
1994 trat Haas mit der Übernahme eines technischen Holzbaubetriebs auch in den tschechischen Holzbau- und Fertighausmarkt ein.
Zum 25-jährigen Firmenjubiläum wurde das neue Verwaltungs- und Vertriebsgebäude bezogen. Teil des neuen Areals waren damals auch drei Musterhäuser am Standort und ein 3.000 m² großes Bemusterungszentrum.
1998 war eine Erweiterung des Portfolios um eine Fundamentbauabteilung, die seitdem insbesondere im landwirtschaftlichen Bereich Unterbauten zu Agrarbauten erstellt.
2000 begann der Aufbau einer Holzpelletspresse mit einer Kapazität von 2,5 bis 3 Tonnen pro Stunde zur Veredelung von Hobelspänen zu Brennstoffen.
Der neue Geschäftszweig „Bauen im Bestand“ kam 2003 dazu, mit Schwerpunkt auf Anbauten und Aufstockungen in der Region.
Als Generalunternehmer errichtete Haas Fertigbau 2005 das olympische Dorf für die Winterspiele in Turin. Im gleichen Jahr entstand in Österreich das erste Haas Nullenergie-Bürogebäude.
2013 vollzog sich der Generationenwechsel in der Haas Group Geschäftsführung. Der Unternehmensgründer Xaver Haas zog sich aus der operativen Geschäftsführung zurück und übergab die Leitung an seine Kinder Tanja, Katharina und Xaver Alexander, die in den nächsten Jahren eine strategische Rückbesinnung auf die Wurzeln vorbereiteten.
Zusammen mit der Juniorengeneration, die Führungsaufgaben in der Organisation übernommen hat, und dem Managementteam der Gesellschaften wurde die Gruppe seitdem weiterentwickelt.
Ende 2015 erfolgte der Rückzug aus dem Bauelementegeschäft und 2016/2017 wurde mit dem Verkauf der Holzindustrieaktivitäten die für ein Holzbauunternehmen untypische Fertigungstiefe aufgegeben. Die Konzentration gilt nun dem Kerngeschäft Baumanagement mit Ausbau der Geschäftsfelder Hausbau, Industrie- und Gewerbebau, Landwirtschaftsbau und Entwicklung der neuen Geschäftsbereiche Bausätze und mehrgeschossiges Bauen im Bereich Wohnungsbau.
Seit dem Bau des ersten Haas-Hauses 1973 hat die gesamte Haas Group etwa 50.000 Bauvorhaben realisiert.

## Geschäftsbereiche
- Fertighäuser und Fertigbau[4]:  Bungalow, Doppelhaus oder Einfamilienhaus – Haas Haus bietet verschiedene Optionen für das  Fertighaus. Mit dem Einsatz von natürlichen Baustoff wie Holz, einer Wärmedämmung und regenerativen Heiztechniken wird der Standard  KfW-Effizienzhaus 40   serienmäßig angeboten.
- Industrie- und Gewerbebau: Haas Gewerbebau errichtet Bürogebäude, Lagerhalle oder Physiotherapiepraxis bis hin zu mehrgeschossigen Bauten aus Holz. So baute Haas 2016 den ersten mehrgeschossigen Holzbau einer Klinik in dieser Art in Deutschland.[5] Bei den Gewerbebauten wird ein großer Wert auf Nachhaltigkeit gelegt, deshalb ist der Baustoff Holz ein elementarer Bestandteil bei allen Bauvorhaben. Mithilfe von Photovoltaikanlagen auf Industriehallen beispielsweise, kann die Sonnenstrahlung in natürlichen Strom umgewandelt werden.
- Landwirtschaftsbau: Bei Haas Landwirtschaftsbau werden Ställe, Hallen oder Reitanlagen gebaut.
- Wohnbau[6]